# 藍染工芸館
藍染工芸館（あいぞめこうげいかん）は、徳島県徳島市応神町東貞方にある藍染に関する施設。運営は株式会社「阿波友禅工場」。
阿波藍型染伝統技術保持者・香川卓美の工場展示場。

## 基礎データ

### 開館時間
- 9：00～18：00
- 定休日は1月1日

## アクセス
- JR徳島駅より車で20分。
- 徳島バス応神藍住線「貞方北」下車。